# روما إيراما
أوما إيراما أو روما إيراما (بالإندونيسية: Rhoma Irama)‏ هو مغني وممثل وممثل أفلام ورائد أعمال إندونيسي.

## روابط خارجية
- روما إيراما على موقع IMDb (الإنجليزية)
- روما إيراما على موقع الموسوعة البريطانية (الإنجليزية)
- روما إيراما على موقع ميوزك برينز (الإنجليزية)

- روما إيراما على إنستغرام